# Манфредо, Питер
Питер Манфредо (англ. Peter Manfredo; 26 ноября 1980 года, Провиденс, Род-Айленд, США) — американский боксёр-профессионал. Чемпион мира по версии IBO (2010) в среднем весе.

## 2000 - 2007
Дебютировал в ноябре 2000 года.
С 2004 по 2005 годы Манфредо принимал участие в турнире "Претендент" (англ. The Contender). В рамках шоу дважды встречался с мексиканцем, Альфонсо Гомесом. В первой встрече Гомес нанёс первое поражение в карьере Манфредо, во второй Питер взял реванш по очкам.
В финале турнира Манфредо уступил по очкам Серхио Море.

## 2007-04-07Джо Кальзаге -Питер Манфредо
- Место проведения:  Милленниум Стадимум, Кардифф, Уэльс, Великобритания
- Результат: Победа Кальзаге техническим нокаутом в 3-м раунде в 12-раундовом бою
- Статус:  Чемпионский бой за титул WBO во 2-м среднем весе (20-я защита Кальзаге)
- Рефери: Терри О'Коннор
- Время: 1:30
- Вес: Кальзаге 76,10 кг; Манфредо 75,30 кг
- Трансляция: HBO
- Счёт неофициального судьи: Харольд Ледерман (20-18 Кальзаге)

В апреле 2007 года Манфредо встретился с чемпионом мира во 2-м среднем весе по версии WBO Джо Кальзаге. В середине 3-го раунда Кальзаге прижал Манфредо к канатам и начал спуртовую атаку. Сначала его удары достигли цель, затем значительная часть ударов пришлась по защите, а последние удары и вовсе выброшены были в холостую. Однако рефери неожиданно прекратил бой. Решение было очень спорным.

## 2007-12-08Джефф Лейси -Питер Манфредо
- Место проведения:  ЭмДжиЭм Гранд, Лас-Вегас, Невада, США
- Результат: Победа Лейси единогласным решением в 10-раундовом бою
- Статус:  Рейтинговый бой
- Рефери: Роберт Бёрд
- Счет судей: Чак Джиампа (95-94), Си Джей Росс (96-93), Джерри Рот (97-92)
- Вес: Лейси 76,70 кг; Манфредо 76,70 кг
- Трансляция: HBO PPV
- Счёт неофициального судьи: Харольд Ледерман (95-94 Лейси)

В декабре 2007 года Питер Манфредо вышел на ринг против Джеффа Лейси. В начале 4-го раунда Лейси левым хуком попал в челюсть Манфредо. Тот упал, зацепившись за канаты. Манфредо сразу же поднялся. Лейси принялся добивать его. Однако Манфредо успешно защищался. В остальных раундах поединок проходил с переменным успехом. По итогам 10-ти раундов судьи единогласным решением объявили победителем Лейси. Поединок проходил в рамках шоу, организованного телеканалом HBO, главным событием которого был бой Флойд Мейвезер - Рикки Хаттон.